# "GRAND LOVE" A LIFE IN MUSIC
『"GRAND LOVE" A LIFE IN MUSIC』（"グランド・ラブ" ア・ライフ・イン・ミュージック）は玉置浩二のライブ・ビデオで通算5作目の映像作品。1999年2月24日にファンハウスから初のセルフカバー・アルバム『ワインレッドの心』と同日に発売された。

## 解説
本作は7作目のオリジナル・アルバム『GRAND LOVE』発売後に実施された「GRAND LOVE TOUR」のライブ映像ではなく、リハーサルから最終公演までを追ったドキュメンタリー・ビデオとなっており、収録された楽曲は一部を除いてダイジェスト形式での収録となっている。その他に13thシングル「ルーキー」と、14thシングル「HAPPY BIRTHDAY〜愛が生まれた〜」のミュージック・ビデオも収録。
本作は安全地帯のデビュー30周年と、玉置浩二のデビュー25周年を記念して、かねてよりDVD化の要望が多かったことを受け、同じくDVD化の要望があった1995年発売のライブ・ビデオで通算2作目の映像作品となる『最高でしょ?』と同時にDVD化された。

## 収録曲
1. 願い （Private）
2. メロディー（10/5 富山オーバードホールより）
3. RELAX（9/17 和光市民文化センターより）
4. RELAX （9/21 東京国際フォーラムホールAより）
5. 闇をロマンスにして（10/4 群馬県民会館より）
6. HAPPY BIRTHDAY〜愛が生まれた〜（Video Clip）
7. さよならにGOOD BYE（10/6 石川厚生年金会館より）
8. カモン（10/14 群馬県民会館より）
9. フラッグ（10/30 山梨県民文化ホールより）
10. 愛だったんだよ（9/21 東京国際フォーラムAより）
11. ダンボールと蜜柑箱（12/6 旭川市民文化会館より）
12. ルーキー（10/5 富山オーバードホールより）
13. じれったい （10/6 石川厚生年金会館より）
14. MR.LONELY（12/6 旭川市民文化会館より）
15. ぼくらは...（10/5 富山オーバードホールより）
16. JUNK LAND（9/21 東京国際フォーラムAより）
17. GRAND LOVE（12/7 旭川市民文化会館より & Private）
18. ルーキー（Video Clip）